# Paige Hemmis
Paige Hemmis (Wisconsin, Verenigde Staten, 17 maart 1972) is een Amerikaanse televiepersoonlijkheid, ontwerpster en timmervrouw. Ze is vooral bekend om haar rol in het team van Extreme Makeover: Home Edition.
In 2001 begon Hemmis een vastgoedbedrijf dat huizen kocht en renoveerde.
In haar jaren in de bouw vond Hemmis een gat in de markt voor vrouwengereedschap en -producten. Ze kon zelf heel moeilijk producten voor zichzelf vinden. Zo moest ze constant mannenproducten kopen en aanpassen op zichzelf. Met dat in gedachten richtte ze Tuff Chix, Inc op, dat gericht was op werkkleding, producten en gereedschap voor vrouwen die duurzaam en modieus zijn. Het bedrijf is geïnspireerd door Hemmis’ eigen werk en vastberadenheid en biedt producten zoals roze handschoenen, laarzen en gereedschapriemen. In 2006 bracht ze haar eerste boek uit, genaamd The Tuff Chix Guide to Easy Home Improvement. Tegenwoordig werkt ze aan promotieacties via haar bedrijf Tuff Entertainment Group. Begin 2010 werd Tuff Chix Foundation opgericht die tot doel heeft om de spullen te promoten naar vrouwen.
Naast haar werk in de bouw heeft ze ook meegedaan met enkele televisieprogramma’s. Ze is het meest bekend geworden om haar werk voor Extreme Makeover: Home Edition. In dit programma valt ze vooral op door haar roze helm, roze handschoenen en andere roze gereedschappen en producten. Ook deed ze net zoals Paul DiMeo en Michael Moloney mee aan Dancing with the Stars.

## Televisie
- Monster House (2003) - televisieserie
- The 6th Annual Family Television Awards (2004) - tv-special
- Extreme Makeover Home Edition (2004-heden)
- Extreme Makeover: Home Edition - How'd They Do That? (2005) - tv-serie
- Dancing with the Stars (2007) - televisieserie
- Infanity (2007) - televisieserie documentaire
- Wheel of Fortune (2007) - televisieserie
- Relative Madness (2008) - televisieserie documentaire
- The Superstars (2009) - televisieserie (ABC)